# Kovurpalle
Kovurpalle é uma vila no distrito de Nellore, no estado indiano de Andhra Pradesh.

## Demografia
Segundo o censo de 2001, Kovurpalle tinha uma população de 8534 habitantes. Os indivíduos do sexo masculino constituem 49% da população e os do sexo feminino 51%. Kovurpalle tem uma taxa de literacia de 76%, superior à média nacional de 59,5%: a literacia no sexo masculino é de 82% e no sexo feminino é de 70%. Em Kovurpalle, 9% da população está abaixo dos 6 anos de idade.